# Сексдрайв
«Сексдрайв» (англ. Sex Drive) — американський комедійний фільм 2008 року про випускника школи, який вирішив проїхати з друзями кілька штатів, щоб зустрітися з дівчиною, з якою він познайомився в чаті.

## Сюжет
Незайманий хлопець Єн таємно закоханий у шкільну подругу Феліцію, але вона сприймає його як друга. У чаті 19-річний Єн знайомиться з дівчиною, яка несподівано запрошує його до себе в Ноксвілл зайнятися сексом. Викравши ключі від автівки старшого брата та взявши із собою друга-бабія Ланса, він вирушає в подорож через пів країни. Коли до них приєднується Філіція, хлопці брешуть про справжню мету поїздки. Подорож виявляється сповнена пригодами та неочікуваними зустрічами.

## У ролях
| Актор          | Роль           |
| -------------- | -------------- |
| Джош Цукерман  | Єн Лафферті    |
| Аманда Крю     | Феліція Альпін |
| Кларк Дьюк     | Ланс Джонсон   |
| Сет Грін       | Ієзекіль       |
| Джеймс Марсден | Рекс Лафферті  |
| Катріна Бовден | міс            |
| Майкл Кадлітц  | Рік            |
| Девід Кокнер   | автостопник    |
| Дейв Шерідан   | Боббі Джо      |
| Еліс Гречін    | Мері           |
| Кейлі Геєс     | Сенді          |
| Елісон Вайсман | Бекка          |
| Fall Out Boy   | камео          |

## Створення фільму

### Виробництво
Зйомки фільму проходили в Флориді, США.

### Знімальна група
- Кінорежисер — Шон Андерс
- Сценаристи — Шон Андерс, Джон Морріс
- Кінопродюсери — Боб Леві, Леслі Моренштейн, Джон Морріс
- Композитор — Стівен Треск
- Кінооператор — Тім Орр
- Кіномонтаж — Джордж Фолсі мол.
- Художник-постановник — Аарон Осборн
- Артдиректор — Ерін Кокран
- Художник-декоратор — Дженніфер М. Джентайл
- Художник з костюмів — Крістін М. Берк, Клів Голл, Томі Екс.
- Підбір акторів — Ліза Біч, Еллен Джакобі, Сара Кацман[2].

## Сприйняття
Фільм отримав змішані відгуки. На сайті Rotten Tomatoes оцінка стрічки становить 46 % на основі 111 відгуків від критиків (середня оцінка 5,3/10) і 58 % від глядачів із середньою оцінкою 3,4/5 (74 244 голоси). Фільму зарахований «гнилий помідор» від кінокритиків та «розсипаний попкорн» від глядачів, Internet Movie Database — 6,5/10 (76 952 голоси), Metacritic — 49/100 (24 відгуки від критиків) і 7,2/10 (67 відгуків глядачів).